# Sniper Elite III
Sniper Elite III es un videojuego de disparos en tercera persona y de sigilo desarrollado por Rebellion Developments y publicado por 505 Games. El juego es una precuela de su predecesor, Sniper Elite V2 y es el tercer lanzamiento de la serie Sniper Elite.
Sniper Elite III toma lugar aproximadamente tres años antes de los hechos de Sniper Elite V2, siguiendo las hazañas de Karl Fairburne, el tirador de élite de la Oficina de Servicios Estratégicos, como participante en el conflicto del Frente del Mediterráneo durante la Segunda Guerra Mundial en el cual se entera de un arma milagrosa secreta que está siendo desarrollada por las fuerzas alemanas.

## Jugabilidad
El juego conserva y se basa en las mecánicas de Sniper Elite V2. En esta edición, los jugadores se desplazan a través de grandes mapas ambientados en el conflicto del Frente Mediterráneo, en el norte de África.
A pesar de que hay otras armas, como subfusiles o pistolas, la "herramienta" principal es el rifle de francotirador. 
El sistema de "Kill Cam"(un modo de vista que se activa al realizar un disparo particularmente extremo, siguiendo la trayectoria de la bala a cámara lenta hasta que éste penetra en el cuerpo del enemigo el cual se muestra su interior para ver como causa daño a los órganos y huesos), también se conserva y se ha mejorado, permitiendo un mayor detalle. Este modo de vista también se activa al dispararle a vehículos.

## Armamento
- Fusil de Francotirador: M1 Garand, Carcano M91, Gewehr 43, Lee-Enfield Mark III*, Mosin Nagant, Springfield M1903, M1917 Enfield, SVT-40, Type 99, Mauser Kar 98k

- Subfusiles: Sten, Subfusil Thompson, MP40, Subfusil Błyskawica, Subfusil M3, Beretta Modelo 38

- Rifle de asalto: Sturmgewehr 44

- Escopeta: Winchester Modelo 1897

- Lanzacohetes: Panzerschreck

- Pistolas: Pistola Welrod, Revólver Webley, Pistola Parabellum, Revólver M1917, Tokarev TT-33, High Standard HDM, M1911

- Ametralladora ligera: MG-42

- Granada de mano: Granada Modelo 24, Mina terrestre, Dinamita, Trip Mine, Mina-S

- Combate cuerpo a cuerpo: Bayoneta

## Requisitos técnicos
Mínimos:
- Sistema operativo: Windows Vista (Service Pack 2) / 7 (Service Pack 1) / 8 / 8.1. Sin soporte para XP
- Procesador: Dual-core CPU con SSE3 (Intel Pentium D 3GHz / AMD Athlon 64 X2 4200) o superior
- Memoria: 2 GB RAM
- Tarjeta gráfica: compatible con Microsoft DirectX 10.0 con 256 MB de memoria (NVIDIA GeForce 8800 series / ATI Radeon™ HD 3870) o superior
- DirectX: Version 11
- Conexión a Internet de banda ancha
- Disco duro: 18 GB de espacio libre
- Tarjeta de sonido: Microsoft DirectX 10.0 compatible o superior
- Notas adicionales: asegúrate de tener los drivers gráficos y de audio actualizados

## Recepción
Sniper Elite III recibió críticas mixtas de los críticos al momento del lanzamiento. GameRankings, un sitio web de revisión y crítica, le asignó un puntaje de 71.85% basado en 13 reseñas para la versión de PC, 67.43% basado en 14 reseñas de la versión para Xbox One, y 65.71% basado en 29 calificaciones de PlayStation 4 versión. Metacritic, también una página de reseñas, proporcionó una puntuación de 71/100 de 29 críticos para la versión de PC, 63/100 de 12 críticos para la versión de Xbox One, y 67/100 de 41 críticas para la versión de PlayStation 4.
Matt Whittaker de Hardcore Gamer le dio al juego un 3/5, escribiendo: "Aunque su juego de disparos furtivos basado en sigilo puede proporcionar algunos momentos emocionantes, Sniper Elite III es una bolsa decididamente mixta. Su narrativa abismal, diseño de misión obsoleto, protagonista aburrido y los modos débiles que no son de campaña eclipsan todo lo que hace bien ". Tyler Wilde de PC Gamer le dio al juego un 70/100 y escribió: “Algunos fracasos de Sniper Elite 3 son divertidos [...] y algunos de ellos son frustrantes, pero sus ideas son buenas y espero que no termine aquí [...] De forma realista, espero que tengamos que esperar a Sniper Elite 4 para una mejora significativa".
Mikel Reparaz de IGN le anotó al juego 8.2/10 y escribió: "Más que solo un escaparate para la sangre derramada en cámara lenta, Sniper Elite III brilla por su enfoque abierto al sigilo". A Reparaz le desagradaba la historia "esquelética" y la inteligencia artificial "inestable" , pero hablaba positivamente de los grandes niveles, la sangre derramada "cautivadora" y la libertad dada para idear diferentes y diversas tácticas.
David Roberts de GamesRadar le dio al juego un 3 de 5. Él también elogió los entornos grandes para permitir el juego estratégico, pero sintió que la Camara-Asesinato, aunque es una característica genial, "pierde el atractivo rápido". Roberts disfrutó particularmente la sensación de clavar un tiro perfecto desde una milla de distancia, diciendo que "nunca pasa de moda". Los principales problemas de Roberts con el juego se referían a una "falta general de pulimento", y la "narrativa plana" y los "objetivos genéricos". " Sniper Elite 3 ciertamente tiene su parte de momentos emocionantes", dijo Roberts, "ya sea que estés cazando soldados felizmente desprevenidos o siendo rastreado por contra-francotiradores en ghillie suits, pero hay demasiados problemas técnicos y narrativos para ignorarlos".
Dan Whitehead de Eurogamer escribió en su reseña: "El paquete en su conjunto sigue siendo en gran medida un diamante en bruto, pero es una mejora definitiva respecto a su predecesor. La horrible cámara de matar sigue siendo una emoción deliciosamente equivocada y la fuerza unificadora que sostiene al juego juntos, pero es dudoso que sea suficiente para cubrir las grietas en un cuarto juego sin una gran revisión de la IA y el código de la física. Incluso con sus defectos, sin embargo, Sniper Elite 3 es un juego de acción de nivel medio sólidamente agradable. Puede que no llegue al blanco, pero se acerca cada vez más ". Whitehead le dio al juego un 7/10.
Tim Turi, de Game Informer, escribió: "Admito abiertamente que me encantan las sangrientas muertes y vivir la fantasía de los francotiradores héroes, pero Sniper Elite III solo cumple parcialmente con estas últimas. Si no puedes obtener suficientes tomas dramáticas y transparentes de los enemigos que reciben destrozado por disparos de francotiradores, Sniper Elite III te tiene cubierto en espadas. Si estás interesado en más motivación más allá de la gloria de la muerte, busca en otro lado ". Turín anotó el juego 6.5 / 10 y tenía una sensación mixta sobre las imágenes, el sonido, la Camara-Asesinato y los controles.
Josiah Renaudin de GameSpot le dio al juego un 6/10. A Renaudin no le gustaba el equilibrio entre francotiradores (que alabó) y sigilo, opinando que el sigilo es aburrido y que se demora su bienvenida. Renaudin llamó a la cámara de matar en cámara lenta "endiabladamente satisfactoria" y alabó los entornos coloridos por ser una mejora con respecto a las entregas de los juegos anteriores. Por último, a pesar de que Renaudin pensó que la historia era "poco inspirada" y que no le gustaba la intermediación en línea por ser "quebrada", él también elogió el diseño del nivel por fomentar la creatividad.

## Secuela
En 2016 fue anunciado Sniper Elite 4, la secuela directa de Sniper Elite III. el juego fue lanzado para Microsoft Windows, PlayStation 4 y Xbox One el 14 de febrero de 2017.